# Cribrochalina brassicata
Cribrochalina brassicata är en svampdjursart som först beskrevs av Carter 1885.  Cribrochalina brassicata ingår i släktet Cribrochalina och familjen Niphatidae. Inga underarter finns listade i Catalogue of Life.